# Île Tekakwitha
 (septembre 2023).
Île Tekakwitha est une île artificielle à Kahnawake, Québec, sur le fleuve Saint-Laurent, créée par la construction de la voie maritime du Saint-Laurent. 
De grandes quantités de roches et d'argile provenant du creusement de la voie maritime agrandissent les îlots déjà existants pour créer une île artificielle mesurant environ 2 kilomètres de long sur 250 mètres de large. 

## Histoire
La communauté mohawk de Kahnawake vit sur les rives du fleuve Saint-Laurent jusque dans les années 1950 lorsque 1262 acres de terres sont expropriées par le gouvernement fédéral pour la voie maritime. L'île est construite sur un ancien petit archipel d'îles naturelles qui s'y dressait auparavant. Il devient un seul morceau de terre après que les boues de la rivière et les roches dynamitées ont été déversées sur l'archipel par les équipes de construction,,.  
Pendant des décennies, l’île est en grande partie rocheuse et aride. Au début du 21e siècle, le Kahnawà:ke Environment Protection Office (KEPO) commence à étudier pourquoi la baie se remplit de sédiments et est obstruée par les mauvaises herbes, ce qui rend la navigation de plaisance, la baignade et la pêche impossibles,.  

## Réaménagement
Une partie de la baie est draguée pour la rendre plus profonde et la Corporation de Gestion de la Voie Maritime du Saint-Laurent (en) s'engage à augmenter le débit en ouvrant légèrement ses écluses. Les sédiments étaient si élevés que l'eau n'avait qu'une soixantaine de centimètres de profondeur, selon un océanographe physique qui a travaillé sur le projet. 5 000 m3 de sédiments sont récupérés du fond de la baie et mélangés à du sable pour créer une terre végétale destinée à soutenir les plantes. Depuis juillet 2023 ce sont 15 000 arbustes, arbres et plantes qui ont été plantés sur l’île. Des collines fertiles et un marais sont aussi créés, favorisant la biodiversité et prévenant les inondations. Une plage abritant des habitats pour la ponte des tortues et l’hivernage des serpents est également créée. Une piste cyclable est construite, ainsi qu'une zone pour lancer des bateaux,,.
Les installations comprennent une structure de nidification artificielle pour les hirondelles de rivage. Il comptait déjà 93 nids avec des entrées dans la façade en béton, mais plusieurs autres apparaissent dans les colonnes de sable qui maintiennent la structure ensemble, signe que cette espèce protégée a adopté les lieux,.
KEPO reçoit son financement pour le projet principalement du gouvernement fédéral mais aussi d'autres sources telles que CDPQ Infra,.